# Mad Dogs & Englishmen
Mad Dogs & Englishmen è il primo disco dal vivo del cantante inglese Joe Cocker.

## Tracce
Disco 1
1. Introduction  – 0:44
2. Honky Tonk Women (Mick Jagger/Keith Richards)  – 3:47
3. Introduction  – 0:17
4. Sticks and Stones (Titus Turner/Henry Glover)  – 2:37
5. Cry Me a River (Arthur Hamilton)  – 4:00
6. Bird on the Wire (Leonard Cohen)  – 6:37
7. Feelin' Alright (Dave Mason) – 5:47
8. Superstar (Leon Russell/Bonnie Bramlett)  – 5:02
9. Introduction  – 0:16
10. Let's Go Get Stoned  – 7:30

Disco 2
1. Blue Medley  – 12:46
  1. a. I'll Drown in My Own Tears (Henry Glover)
  2. b. When Something Is Wrong with My Baby (Isaac Hayes/David Porter)
  3. c. I've Been Loving You Too Long (Otis Redding/Jerry Butler)
2. Introduction  – 0:21
3. Girl from the North Country (Bob Dylan)  – 2:32
4. Give Peace a Chance (John Lennon/Paul McCartney)  – 4:14
5. Introduction  – 0:41
6. She Came in Through the Bathroom Window (John Lennon / Paul McCartney)  – 3:01
7. Space Captain (Matthew Moore)  – 5:15
8. The Letter (Wayne Carson Thompson)  – 4:46
9. Delta Lady (Leon Russell)  – 5:40